# Nevacolima
Nevacolima is een geslacht van vlinders van de familie snuitmotten (Pyralidae), uit de onderfamilie Phycitinae.

## Soorten
- N. jaliscoensis Neunzig, 1994
- N. zodia Neunzig, 1994